# Planetarium w Budapeszcie

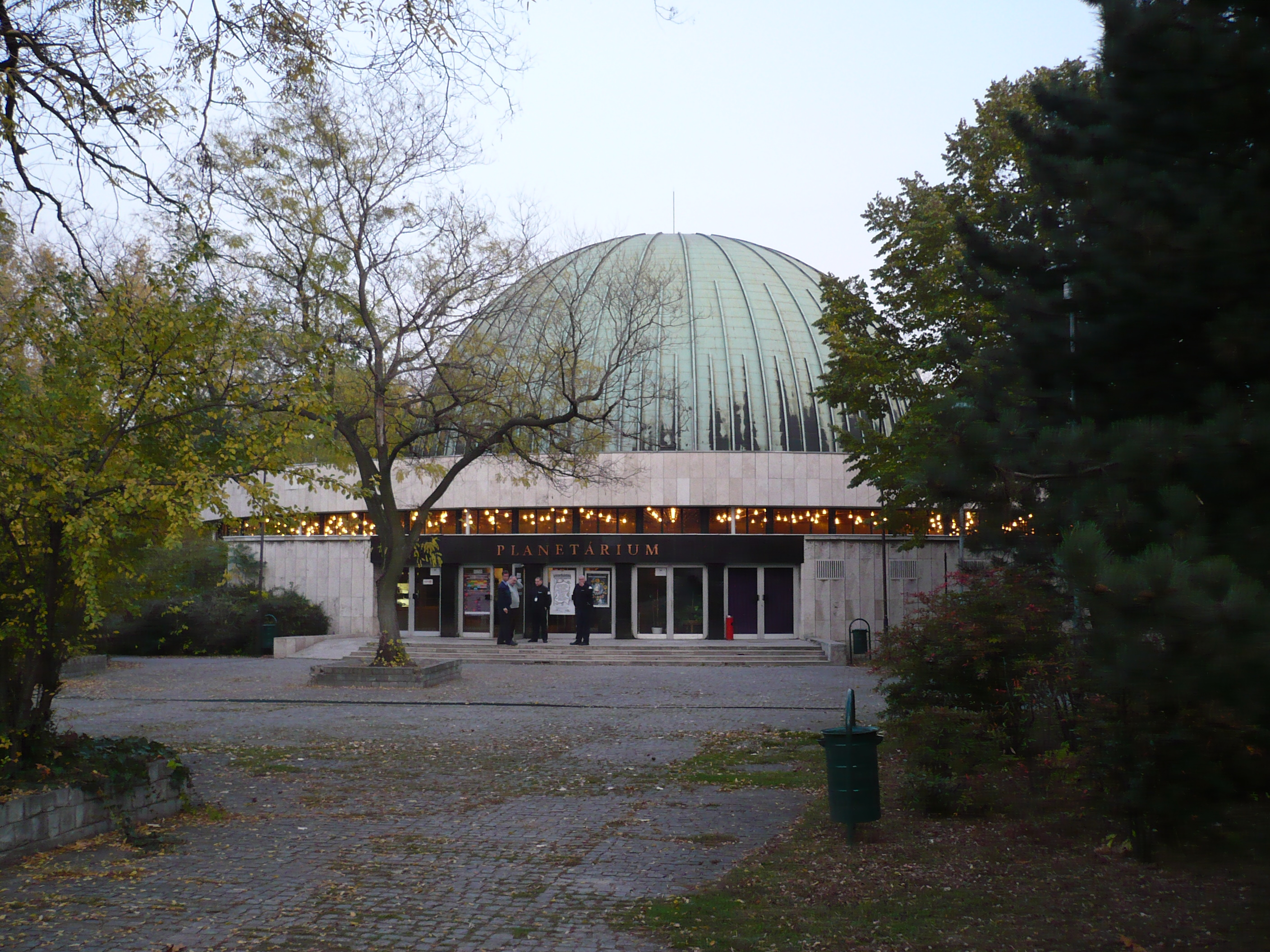
Planetarium w Budapeszcie (2008)

TIT Budapesti Planetàrium – planetarium w Budapeszcie, mieszczące się w Népliget, założone w 1977. W latach 1980–2010 mieścił się w nim Lasertheater.

## Historia planetarium
W 1920 dyrektor obserwatorium górskiego Antal Tass zaproponował budowę planetarium. W 1940 astronom György Kulin zaproponował zakup projektora firmy Carl-Zeiss Jena, który zrealizowano w roku 1941.  Urządzenie typu „Zeiss ZKP-1” przywieziono z Niemiec w roku 1944, ale zaginęło przed końcem wojny. W 1966 zamówiono kolejny projektor, który sprowadzono w roku 1969. Rozważano wówczas budowę planetarium na Wyspie Małgorzaty lub na górze Gellerta, na co nie otrzymano pozwolenia i postanowiono zbudować je w Népliget. Budowa trwała w latach 1975–1977, zaś otwarcie nastąpiło 17 sierpnia 1977. Pierwszy pokaz odbył się już 20 sierpnia. W 1980 w planetarium został otworzony Lasertheater, w którym odbywały się muzyczne spektakle laserowe. Teatr laserowy działał do 2010, kiedy to na wniosek węgierskiego trybunału musiał zakończyć działalność (tuż po decyzji o zamknięciu Lasertheater rozpoczął spór sądowy o wznowienie swojej działalności).
W Lasertheater wystawiono spektakle laserowe do muzyki następujących artystów: AC/DC, The Beatles, Ludwiga van Beethovena, Carminy Burany, Depeche Mode, Dire Straits, Enigmy, George'a Gershwina, Jeana Michela Jarre'a, Johanna Sebastiana Bacha, Led Zeppelin, Locomotiv GT, Madonny, Michaela Jacksona, Mike'a Oldfielda, The Prodigy, Queen, The Rolling Stones, Roxette, Pink Floyd, U2, Vangelisa, Wolfganga Amadeusza Mozarta.

## Wygląd planetarium
Budynek planetarium pokryty jest kolistą kopułą o średnicy 23 m. Posiada rozmiar 1000 metrów kwadratowych. Sala planetarium mieści 400 osób, a sala wystawowa 500 osób.